# 杨玉良
杨玉良（1952年—），男，中国化学家，复旦大学教授，中国科学院院士。曾任复旦大学校长。

## 生平
1952年，杨玉良出生于浙江省嘉兴市。
1977年，获得复旦大学化学系高分子化学与物理专业学士学位。毕业后留校担任讲师。1984年，获得复旦大学材料科学系哲学博士学位。杨玉良是中华人民共和国首个高分子材料学博士。1984年，获得中国化学会首届青年化学奖。
1986年，杨玉良赴联邦德国，在马克斯-普朗克学会高分子研究所从事博士后研究。1988年获得联邦德国Leibniz大奖。
1988年，杨玉良回国，在复旦大学任教并从事高分子材料方面的科研。1993年，晋升为复旦大学教授。1999年，出任复旦大学副校长。2003年，当选为中国科学院院士。2006年，任国务院学位委员会办公室主任、教育部学位管理与研究生教育司司长。2009年1月，出任复旦大学校长。2014年10月24日，因年龄原因，杨玉良不再担任复旦大学校长职务。